# Этьен I (граф Бургундии)
Этьен (Стефан) I Храбрый (фр. Étienne I Tête Hardie; ок. 1057 — 27 мая 1102, Аскалон) — граф Макона с 1085 года, граф Вьенна с 1087 года, пфальцграф Бургундии в 1097—1098 годах, сын Гильома I Великого, пфальцграфа Бургундии, и Стефании де Лонгви, дочери Адальберта де Лонгви, герцога Верхней Лотарингии.

## Биография
В 1085 году Гильом I Великий, отец Этьена, передал графство Макон под управление своих сыновей Этьена и Рено II. А после смерти отца старший, Рено, унаследовал и графство Бургундия, став носить титул графа Бургундии и Макона, а титул Этьена стал звучать граф Макона и Вьенна. Точно не известно, как разделялась власть в Маконе, но такое совместное правление сохранялось до 1156 года. При этом граф Макона был могущественным и независимым сеньором, владения которого располагались как в герцогстве Бургундия, так и в бывшем королевстве Бургундия. Кроме того на территории графства располагалось могущественное аббатство Клюни.
В 1097 году Рено II, отправился в Первый крестовый поход. Поскольку его сын, Гильом, был ещё несовершеннолетним, то регентом графства стал Этьен. После того, как Рено умер во время похода, Этьен стал пфальцграфом Бургундии.
Позже Этьен, в свою очередь, присоединился к армии Этьена II, графа Блуа, однако эта армия вернулась обратно, чем навлекла на своих руководителей позор. Чтобы искупить это прегрешение, Этьен де Блуа и Этьен Бургундский в 1101 году отправились в новый крестовый поход. Там они присоединился к армии Раймунда IV Тулузского. Этьен Бургундский участвовал в захвате Анкары 23 июня 1101 года, а 5 августа командовал авангардом в битве около Амазии, в которой армия крестоносцев была разбита. Спаслось только около трёх тысяч человек, в том числе Этьен Бургундский, Этьен де Блуа и Раймунд Тулузский, которые смогли добраться до Константинополя.
Весной 1102 года армия Раймунда Тулузского, в которой был и Этьен, присоединилась к армии под командованием графа Невера и герцога Аквитании. Они участвовали в захвате Тортосы. После этого армия Этьена де Блуа отделилась от Раймунда Тулузского, поскольку граф Блуа решил морем отправиться домой. По дороге флот попал в шторм и корабль, на котором плыли графы Блуа и Бургундии, потерпел в кораблекрушение около Яффы. Услышав о приближении египетской армии, оба графа решили присоединиться к армии короля Иерусалима Балдуина I для отражения угрозы. Они приняли участие во второй битве при Рамле 17 мая 1102 года. Граф Блуа при этом погиб, а Этьен Бургундский, по сообщению хрониста Альберта из Ахена, попал в плен к египтянам и через несколько дней обезглавлен около Аскалона.
В графстве Бургундия Этьену наследовал сын Рено II, а в Маконе и Вьенне сыновья Рено III и Гильом III (IV).

## Брак и дети
жена: с ок. 1090 Беатриса (1076 — после 1102), дочь Герхарда I, герцога Лотарингского
- Рено III (ок. 1090 — 22 января 1148), граф Макона и Вьенна с 1102, граф Бургундии с 1127
- Гильом III (IV) (ок. 1095 — 27 сентября 1155), граф Макона и Вьенна с 1102, граф Осона и Вьенна с 1127, регент графства Бургундия с 1148
- Изабель (ум. после 1125); муж: с ок. 1110 Гуго I (ок. 1076 — июнь 1126), граф Шампани 1093—1125
- Клеменция/Маргарита (ок. 1000—1164); муж: с ок. 1115 Гиг IV д'Альбон (1098—1142), граф д'Альбон с 1133, дофин Вьеннский с 1142